# John Nellikunnel
John Nellikunnel (ur. 22 marca 1973 w Kadaplamattom) – indyjski duchowny syromalabarski, od 2018 biskup Idukki.

## Życiorys
Święcenia kapłańskie otrzymał 30 grudnia 1998. Był m.in. sekretarzem biskupim oraz wykładowcą i dziekanem w seminarium w Mangalapuzha. 
12 stycznia 2018 został mianowany eparchą Idukki. Sakrę biskupią otrzymał 5 kwietnia 2018 roku.